# Billey
Billey é uma comuna francesa na região administrativa da Borgonha-Franco-Condado, no departamento de Côte-d'Or. Estende-se por uma área de 3,8 km². Em 2010 a comuna tinha 264 habitantes (densidade: 69,5 hab./km²).